# 中南信運転免許センター

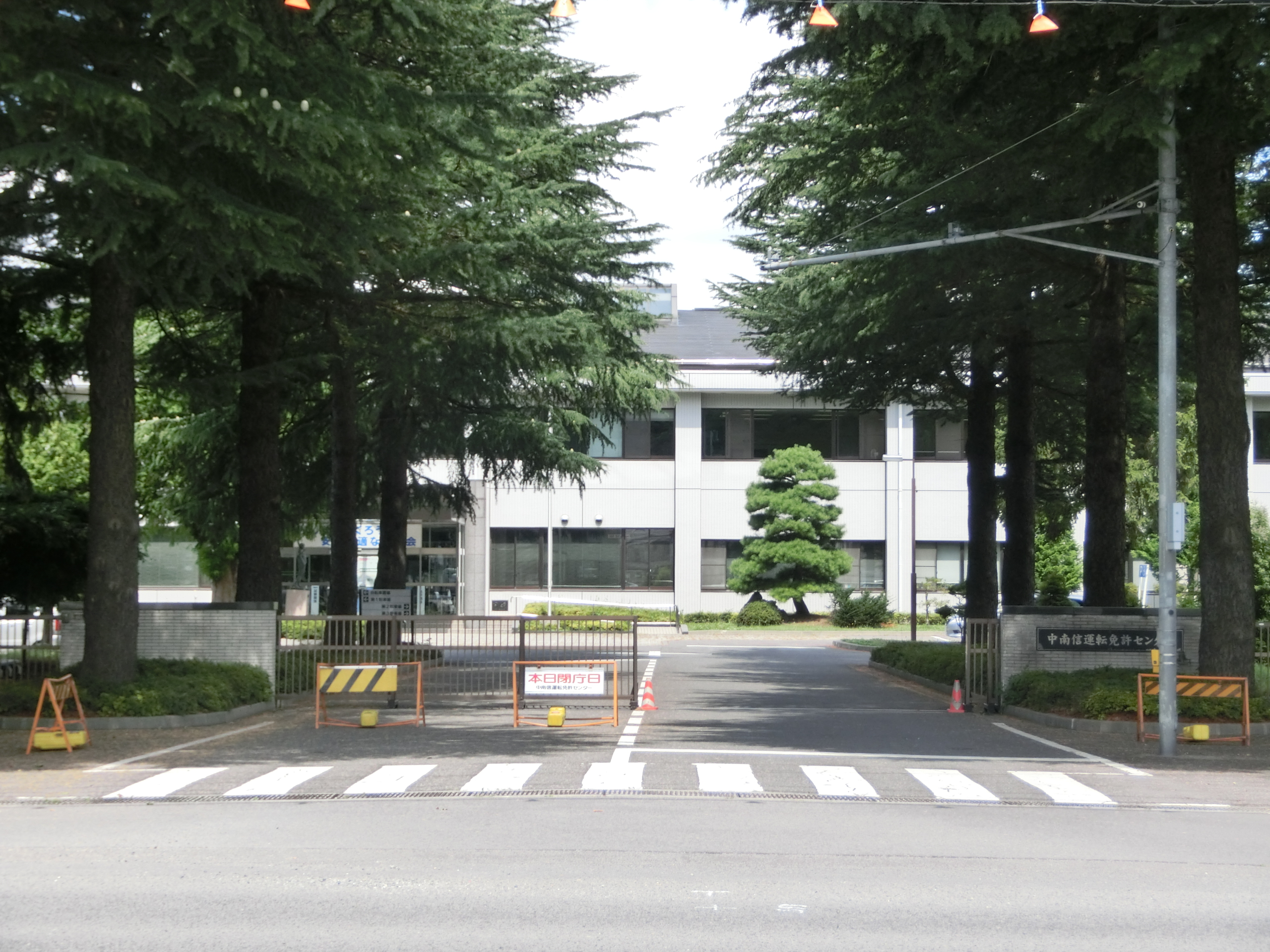
中南信運転免許センター

中南信運転免許センター（ちゅうなんしんうんてんめんきょセンター）は、長野県塩尻市宗賀にある長野県警察が管理する運転免許試験場である。塩尻警察署が隣接している。

## 概要
長野県の自動車運転免許に関連する業務は当センターをはじめ、長野市の北信運転免許センター、佐久市の東信運転免許センターの3箇所で実施している。
技能試験は全車種取り扱っており、試験場コースを毎月1回開放している。しかし、2013年（平成25年）からは実施しない事となった様である。
歩行環境シミュレータや運転適性検査機がある。駐車場は330台収容可能である。

## 沿革
県の農林試験場の跡地に1991年（平成3年）10月2日に建設された。設置当初の名称は中南信交通安全センター。

## 所在地
長野県塩尻市大字宗賀字桔梗ヶ原73-116

## 交通
- 塩尻駅（JR東日本・JR東海）から徒歩10分[4]。
- 塩尻市地域振興バス洗馬線・楢川線「中南信運転免許センター東」バス停下車、徒歩約6分[5]。

## 周辺
- 国道19号
- 塩尻警察署
- 西友塩尻西店